# Donnet-Denhaut
Pour les articles homonymes, voir Donnet.
Donnet-Denhaut était une entreprise industrielle française du début du XXe siècle. 

## Histoire
Fondée en 1915 par le Suisse Jérôme Donnet (ancien de Donnet-Lévêque) et François Denhaut, l'entreprise s'installe à Neuilly-sur-Seine au 13 boulevard de Levallois. 
La société fabrique à cette époque une série très réussie d'hydravions de patrouille pour la marine française qui utilise massivement ces appareils pour de la reconnaissance, du bombardement et de la lutte anti-sous-marine. Plus de 1 100 appareils seront construits essentiellement pour la France, mais également pour l'US Navy et le Portugal.
Le dessin de ces hydravions à coque à redan est dû à l'ingénieur Denhaut, inspiré par les travaux de Curtiss aux États-Unis.
Après la Première Guerre mondiale, en 1919, l'entreprise devient simplement Donnet lorsque Denhaut la quitte (remplacé par Maurice Percheron) et oriente alors rapidement ses activités vers l'industrie automobile.

## Production

### Aéronautique
Hydravions Donnet-Denhaut DD2, DD8, DD9 et DD10

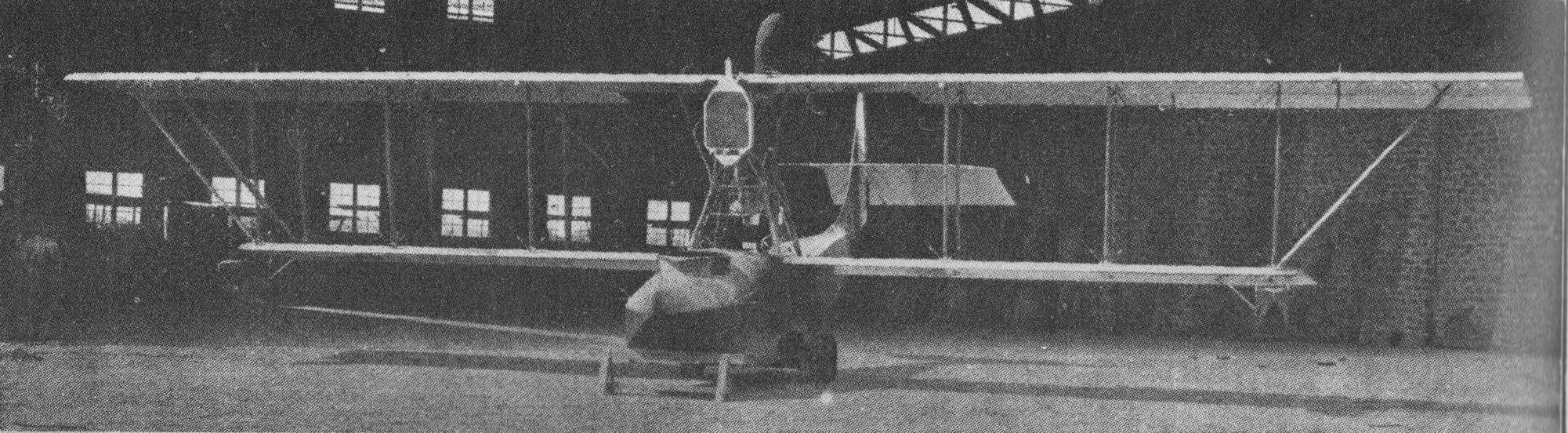
Hydravion Donnet-Denhaut